# 海鸣威
海鸣威（英語：Ocean；1982年7月10日—），广东广州人，中国男歌手，隶属英皇星艺。2000年获得“新偶像”歌唱比赛总冠军。2002年获得“全国街舞大赛”冠军。2005年曾担任过张学友的音乐剧《雪狼湖》的特邀艺员，一人分饰7个角色。2006年参加中央电视台《梦想中国》成为亚军。后签约英皇星艺。2007年5月19日推出个人首张专辑《Dance Dance Dance》。首波主打歌为《老人与海》。2010年4月29日推出其个人首张粤语专辑《我的回忆不是我的》，與泳兒合唱的《我的回憶不是我的》「傳唱度極高」。

## 唱片

### 专辑
- 《Dance Dance Dance》（2007年5月19日发行）

1. 专辑名：Dance Dance Dance
2. 歌手：海鸣威
3. 唱片公司：英皇星艺
4. 发行时间：2007年5月19日
5. 专辑语种：国语专辑1CD
6. 歌曲格式：OGG VBR 128K
7. 音乐风格：流行音乐
8. 地区：中国大陆

1.Dance Dance Dance
- 作曲：菊地圭介
- 作词：杨海潮 郎恒
- 监制：张恒 包胡尔查

2.老人与海
- 作曲：海鸣威
- 作词：朱其民
- 监制：张恒 包胡尔查

3.波吕克赛娜
- 作曲：德正明
- 作词：德正明
- 监制：张恒 包胡尔查

4.彩虹背后
- 作曲：樊冲
- 作词：樊冲
- 监制：张恒 包胡尔查

5.舞动全城
- 作曲：郎恒
- 作词：郎恒
- 监制：张恒 包胡尔查

6.伤心的海
- 作曲：朱奇伟
- 作词：朱奇伟
- 监制：张恒 包胡尔查

7.人歌合一
- 作曲：谢国维
- 作词：林夕
- 监制：张恒 包胡尔查

8.你的承诺
- 作曲：朱其民
- 作词：朱其民
- 编曲：德正明
- 监制：张恒 包胡尔查

9.乱
- 作曲：德正明
- 作词：德正明
- 监制：张恒 包胡尔查

10.从今夜
- 作曲：Chan Chit Junsueubsi
- 作词：蕾蕾
- 监制：张恒 包胡尔查

11.身不由己
- 作曲：朱奇伟
- 作词：蓝雨
- 监制：张恒 包胡尔查

12.我的回忆不是我的（粤语）
- 作曲：朱其民
- 作词：周耀辉
- 编曲：德正明
- 监制：张恒 包胡尔查

- 《我的回忆不是我的》（2010年4月29日发行）

1. 专辑名：我的回忆不是我的
2. 歌手：海鸣威
3. 唱片公司：英皇娱乐
4. 发行时间：2010年4月29日
5. 专辑语种：粤语专辑1CD+1DVD
6. 歌曲格式：
7. 音乐风格：流行
8. 地区：香港

1.我的回忆不是我的
- 作曲：朱其民
- 作词：周耀辉
- 编曲：德正明
- 監製：周峰 包胡爾查

2.下一站香港
- 作曲：海鸣威
- 作词：李峻一
- 编曲：AL-Bert-Chan
- 监制：梁锡池

3.不必关机
- 作曲：蕭全
- 作詞：游思行
- 編曲：藝琛
- 監製：梁錫池

4.为你而生
- 作曲：秋言
- 作詞：秋言
- 編曲：AL-Bert-Chan
- 監製：梁錫池

5.跳到天光
- 作曲：海鸣威
- 作詞：黃毅成
- 編曲：郎恒
- 監製：周峰

6.银河系恋上你
- 作曲：黃毅成
- 作詞：黃毅成
- 編曲：黃毅成
- 監製：周峰

7.一拖再拖
- 作曲：东来东往 康梓峰
- 作词：夏至
- 编曲：郎恒
- 监制：海鸣威

8.失恋怀念日
- 作曲：海鸣威
- 作詞：黃毅成
- 編曲：黃毅成
- 監製：周峰

9.情是永恒
- 作曲：馮彥中 曾家瑋
- 作詞：游思行
- 編曲：藝琛
- 監製：梁錫池

10.贪我爱你
- 作曲：海鸣威
- 作詞：陳詠謙
- 編曲：郎恒
- 監製：梁錫池

11.爱没有谁对不起谁(国语)
- 作曲：蕭全
- 作詞：蕭全
- 編曲：郎恒
- 監製：郎恒

12.跳到天光 (国语)
- 作曲：海鸣威
- 作詞：郎恒
- 編曲：郎恒
- 監製：周峰

13.你的承诺(国语)
- 作曲：朱其民
- 作詞：朱其民
- 編曲：德正明
- 監製：周峰 包胡爾查

- 《工体爱情故事》（2011年12月1日发行）

1. 专辑名：工体爱情故事
2. 歌手：海鸣威
3. 唱片公司：英皇星艺
4. 发行时间：2011年12月1日
5. 专辑语种：国语专辑1CD
6. 歌曲格式：
7. 音乐风格：流行
8. 地区：中国大陆

1.工体爱情故事
- 作曲：海鸣威
- 作词：海鸣威
- 监制：

2.苹果的思念
- 作曲：朱一玮
- 作词：海鸣威 朱一玮
- 监制：

3.爱没有谁对不起谁
- 作曲：萧全
- 作词：萧全
- 編曲：郎恒
- 监制：

4.心虚（粤语）
- 作曲：朱一玮
- 作词：黄毅成
- 监制：

5.跳到天亮
- 作曲：海鸣威
- 作词：郎恒
- 編曲：郎恒
- 监制：

6.苹果的思念（吉他版）
- 作曲：朱一玮
- 作词：海鸣威 朱一玮
- 监制：

7.寻找迈克尔
- 作曲：郎恒
- 作词：郎恒
- 监制：

8.我的回忆不是我的
- 作曲：朱其民
- 作词：周耀辉
- 编曲：德正明
- 监制：

9.想你是一个秘密
- 作曲：关天天
- 作词：宋子漘
- 编曲：关天天
- 监制：海鸣威

10.彩虹背后
- 作曲：樊冲
- 作词：樊冲
- 监制：

11.爱过
- 作曲：朱其民
- 作词：朱其民
- 编曲：关天天
- 监制：

12.老人与海2012
- 作曲：海鸣威
- 作词：朱其民
- 监制：

13.再见面
- 作曲：关天天
- 作词：宋子漘
- 编曲：关天天
- 监制：

14.你的承诺
- 作曲：朱其民
- 作词：朱其民
- 编曲：德正明
- 监制：

### EP
1.落叶
- 作曲：朱奇伟
- 作词：朱奇伟

2.极昼
- 作曲：海鸣威
- 作词：海鸣威

3.寻找迈克尔
- 作曲：郎恒
- 作词：郎恒

1.你的承诺
- 作曲：朱其民
- 作词：朱其民
- 编曲：德正明

2.我的回忆不是我的
- 作曲：朱其民
- 作词：周耀辉
- 编曲：德正明

1.So sorry（与郑希怡合唱）
- 作曲：郎恒
- 作词：郎恒

2.寻找Michael
- 作曲：郎恒
- 作词：郎恒

1.爱没有谁对不起谁只有谁不懂得珍惜谁
- 作曲：萧全
- 作词：萧全

2.跳到天亮
- 作曲：海鸣威
- 作词：郎恒

3.不必关机
- 作曲：萧全
- 作词：游思行

4.跳到天光
- 作曲：海鸣威
- 作词：黄毅成

### 单曲
- 从今夜（2007年1月13日收录在《光荣与梦想》）
- 龙的梦想（2008年6月17日收录在《爱在你身边》）
- 一个人的北京（电影《谁说我们不会爱》主题曲）

## 奖项

### 2000年
- 2000年度“新偶像”歌唱比赛总冠军

### 2002年
- 2002年度“全国街舞大赛”冠军

### 2005年
- 任音乐剧《雪狼湖》特邀演员

### 2006年
- 2006年度中央电视台《梦想中国》大赛获亚军（银蝶奖）

### 2007年
- 2007年度《BQ北京青年周刊》潜力红人
- 2007年第七届音乐风云榜内地最受欢迎男歌手三强
- 2007年获“中国原创歌曲总评榜”第一季度最佳表演奖
- 2007年获“广州流行音乐30周年”歌手成就奖
- 2007年获第二届“时尚任我行”网络流行音乐奖
- 2007年“九州音乐金曲颁奖礼”最受欢迎百度九州音乐王大奖—金奖
- 2007年“九州音乐金曲颁奖礼”最受欢迎百度最受欢迎新人奖—银奖
- 2007年获第七届“全球华语歌曲排行榜”最受欢迎新人奖
- 2007年获“香港电台”最佳新人奖
- 2007年获第五届“东南劲爆音乐榜”十大劲歌金曲奖

### 2008年
- 2007年度雪碧中国原创音乐流行榜“内地飞跃表现奖”
- 2007年度先锋跳舞歌手
- 2007年度内地先锋新人
- 2007年度新媒体先锋金曲奖”——《老人与海》
- 2008年获“9+2先锋榜跳舞男歌手”
- 2008年获“9+2先锋榜内地五强男歌手”
- 2008年“内地2008年度最受欢迎金曲奖”——《落叶》

### 2009年
- 2009年第六届劲歌王颁奖典礼暨第六届全球华人乐坛年度总选颁奖典礼“最具潜质歌手”
- 2009年度雪碧中国原创音乐榜“内地最具潜质男歌手”
- 2009年度雪碧中国原创音乐榜《你的承诺》获“金曲奖”
- 2009年度中国品牌与传播大会“品牌贡献奖”成为影响中国内地年度品牌贡献明星
- 2009年度新城国语力颁奖礼 —— 新城国语力合唱歌曲 《你的承诺》（与泳儿合唱）
- 2009年度Yahoo！搜寻人气大奖 —— 合唱歌曲《我的回忆不是我的》（与泳儿合唱）
- 2009年度TVB8金曲榜颁奖典礼 —— 得奖歌曲《你的承诺》（与泳儿合唱）
- 2009年度新城劲爆颁奖礼 —— 新城劲爆合唱歌曲《我的回忆不是我的》（与泳儿合唱）
- 2009年度加拿大至HiT中文歌曲排行榜 - 全国推崇十大歌曲《我的回忆不是我的》（与泳儿合唱）

### 2010年
- 2009年度十大勁歌金曲頒獎典禮 -  最受歡迎合唱歌曲獎 金獎《我的回憶不是我的》（与泳儿合唱）
- 2009年度MY Astro至尊流行榜颁奖典礼 —— 至尊合唱曲《我的回忆不是我的》（与泳儿合唱）
- 2009年度十大中文金曲颁奖典礼 —— 十大中文金曲《我的回忆不是我的》（与泳儿合唱）
- 2009年度《音乐先锋榜》颁奖典礼——先锋跳舞歌手
- 2009年度《音乐先锋榜》颁奖典礼——最受欢迎对唱金曲你的承诺（与泳儿合唱）

## 派台歌曲成績
| 派台歌曲成績（四台） | 派台歌曲成績（四台）    | 派台歌曲成績（四台） | 派台歌曲成績（四台） | 派台歌曲成績（四台） | 派台歌曲成績（四台） | 派台歌曲成績（四台）      | 派台歌曲成績（四台）                     |      |
| -------------------- | ----------------------- | -------------------- | -------------------- | -------------------- | -------------------- | ------------------------- | ---------------------------------------- | ---- |
| 唱片                 | 歌曲                    | 903                  | RTHK                 | 997                  | TVB                  | 備註                      | 備註                                     |      |
| 2008年               |                         |                      |                      |                      |                      |                           |                                          |      |
| 多一點               | 我的回憶不是我的        | -                    | 1                    | 3                    | 1                    | 與泳兒合唱 首支兩台冠軍歌 | 與泳兒合唱 首支兩台冠軍歌                |      |
| 2010年               |                         |                      |                      |                      |                      |                           |                                          |      |
| 我的回憶不是我的     | 下一站香港              | -                    | -                    | -                    | 6                    |                           |                                          |      |
| 我的回憶不是我的     | 一拖再拖                | -                    | -                    | -                    | -                    |                           |                                          |      |
| 2017年               |                         |                      |                      |                      |                      |                           |                                          |      |
|                      | 離開為了更好的回來      | -                    | -                    | -                    | -                    | TVB8：1                   | TVB8：1                                  |      |
|                      | 人海                    | -                    | -                    | -                    | -                    |                           |                                          |      |
|                      | 分開以後                | -                    | -                    | -                    | -                    |                           |                                          |      |
| 派台歌曲成績（五台） |                         |                      |                      |                      |                      |                           |                                          |      |
| 唱片                 | 歌曲                    | 903                  | RTHK                 | 997                  | TVB                  | ViuTV                     | 備註                                     | 備註 |
| 2025年               |                         |                      |                      |                      |                      |                           |                                          |      |
|                      | 老人與海（再遇 合唱版） | ×                    | ×                    | -                    | ×                    | ×                         | 與泳兒合唱，舊曲重唱 新城國語力排行榜：1 |      |

| 各台冠軍歌總數 | 各台冠軍歌總數 | 各台冠軍歌總數 | 各台冠軍歌總數 | 各台冠軍歌總數 | 各台冠軍歌總數    | 各台冠軍歌總數    |
| -------------- | -------------- | -------------- | -------------- | -------------- | ----------------- | ----------------- |
| 四台a          | 903            | RTHK           | 997            | TVB            | 備註              | 備註              |
| 四台a          | 0              | 1              | 0              | 1              | 四台冠軍歌總數：0 | 四台冠軍歌總數：0 |
| 五台b          | 903            | RTHK           | 997            | TVB            | ViuTV             | 備註              |
| 五台b          | 0              | 0              | 0              | 0              | 0                 | 五台冠軍歌總數：0 |

- （*）上榜中
- （-）未能上榜
- （×）沒有派往該台
- ^  注解a：包括2025年後的冠軍歌曲
- ^  注解b：2025年起

## 个人作品

### 作词

#### 2008年
- 海鸣威 - 极昼

### 作曲

#### 2007年
- 海鸣威 - 老人与海

#### 2008年
- 海鸣威 - 极昼

#### 2009年
- 海鸣威 - 下一站香港

#### 2010年
- 海鸣威 - 跳到天光
- 海鸣威 - 跳到天亮
- 海鸣威 - 失恋怀念日
- 海鸣威 - 贪我爱你

### 监制
- 海鸣威 - 一拖再拖

### 导演

#### MV
- 海鸣威 - 你的承诺